# Albrecht Schönström (1733–1796)
Albrecht Schönström, född den 12 januari 1733 på Gryta majorsboställe i Gryta socken, Uppsala län, död den 10 februari 1796 på Gärsnäs i Östra Herrestads socken, Kristianstads län, var en svensk militär.
Schönström blev student vid Uppsala universitet 1742. Han blev page vid hovet 1747, konduktör vid fortifikationen 1748, kammarpage hos kungen 1751, kvartermästare vid Östgöta kavalleriregemente 1752, kornett där samma år, löjtnant vid Södra skånska kavalleriregementet 1758, ryttmästare i armén 1761 och regementskvartermästare 1768. Schönström befordrades till major i armén 1773 och beviljades överstelöjtnants avsked 1774. Han bevistade pommerska kriget på 1750-talet. Schönström blev riddare av Svärdsorden 1772.
Albrecht Schönström var son till Albrecht och Ulrica Schönström, född Adlersten. Med en son till honom utslocknade ätten Schönström på svärdssidan 1848.